# 7-Zip
Pour les articles homonymes, voir Zip.
7-Zip est un logiciel de compression de données et d’archivage de fichiers fonctionnant sous Windows développé par Igor Pavlov.
Il peut également être utilisé avec d’autres systèmes d’exploitation (Linux…) grâce, par exemple, au projet Wine ou au portage de sa version console sous Linux, nommé p7zip.
C’est un logiciel libre distribué sous licence LGPL, le code LZMA est dans le domaine public, le code AES est sous licence BSD et le code unRAR est sous licence mixte (LGPL + des restrictions unRAR).
Le logiciel est intégré à la liste des logiciels libres préconisés par l’État français dans le cadre de la modernisation globale de ses systèmes d’informations (SI).

## Généralités
Le programme fonctionne en ligne de commande ou avec une interface graphique traduite dans 79 langues dont le français.
Il prend en charge les formats de fichier suivants :
- Archivage (sans compression) : TAR ;
- Compression/Décompression : 7z, BZIP2, GZIP, WIM, XZ et ZIP ;
- Décompression : APM (en), ARJ, CAB, CHM, Cpio, image disque CramFS, DEB, DMG (en), image disque HFS, image ISO (ISO 9660), LZH, LZMA, MBR, MSI, NSIS, image disque NTFS, RAR, RPM, UDF, VHD, XAR et Z.

7-Zip prend en charge également le procédé de chiffrement AES en 256 bits et la création d’archives auto-extractibles.
Les formats natifs 7z et XZ sont des formats modulaires ouverts qui permettent le stockage de fichiers compressés utilisant différents algorithmes, avec des noms de fichiers Unicode. Par défaut, le logiciel crée des fichiers au format d’archivage 7z (avec l’extension .7z) en utilisant les algorithmes de compression LZMA ou LZMA2, qui permettent la création d’archives plus compactes que les formats tels que ZIP, voire que RAR ou ACE, lorsque les fichiers à compresser ne sont pas de type multimédia (images ou musique).
Le concepteur affirme que son programme compresse mieux que WinRAR (3.50) et WinZip (10.0) au format 7z, et qu’il produit des fichiers ZIP mieux compressés que tout autre compresseur tout en étant compatible avec tous les décompresseurs existants.
Les autres algorithmes disponibles actuellement dans le format 7z sont PPMd (efficace sur le texte), bzip2 (moins efficace que LZMA, mais pouvant utiliser un nombre important de cœurs d’un processeur pour être plus rapide, et plus robuste à une corruption d’archive) et BCJ2 (utilisé conjointement avec LZMA pour les exécutables).
Le fork 7-Zip ZS prend en charge les formats de compression Zstandard, Brotli, Lz4, Lz5 et Lizard.

## Sous Windows
Après autorisation lors de l’installation du logiciel, un simple clic-droit sur un fichier ou sur un dossier dans Windows permet d’afficher un menu déroulant dans lequel le sous-menu 7-Zip est présent. Ce menu donne accès aux fonctionnalités principales de 7-Zip : compression, ouverture, décompression, calcul des sommes de contrôle CRC-32, CRC-64, SHA-1 et SHA-256, etc.
7-Zip peut également être utilisé en ligne de commande. La commande suivante crée une archive 7z :
```
7z a archive.7z fichier_a_archiver
```

Cette commande extrait les fichiers et dossiers d’une archive 7z :
```
7z e archive.7z
```

## Sous Linux
7-Zip existe en version en ligne de commande. Il a été porté sous Linux sous le nom p7zip.
Les noms de fichiers des archives 7-Zip étant stockés en format Unicode, l’usage conjoint de 7-Zip et p7zip permet de transférer sans problème entre Windows et Linux des fichiers dont les noms contiennent des caractères accentués.
Pour extraire une archive :
```
p7zip -d archive.7z
```

De plus, il existe plusieurs interfaces graphiques (GUI) pour Linux, les unes écrites pour la bibliothèque Qt (KDE) : il s’agit des GUI Ark et Q7Z, et les autres écrites pour la bibliothèque GTK (GNOME) : il s’agit des GUI PeaZip et FileRoller.